# Karl van den Broeck
Karl van den Broeck (Turnhout, 24 december 1966) is een Belgisch journalist.

## Biografie
Karl van den Broeck werd geboren als tweede zoon van schrijver Walter van den Broeck. Hij liep school in het Koninklijk Atheneum in Turnhout, waar hij samen met Marc Van Springel Vampapyrus maakte, een leerlingenblad dat in 1984 door Knack bekroond werd als 'Beste Schooltijdschrift' van Vlaanderen. Aan de universiteit studeerde hij Germaanse filologie en werd hoofdredacteur van het germanistentijdschrift Literatuurlijk.
Als journalist begon hij in 1987 als student bij De Morgen waarna hij bij dit dagblad werd aangenomen in 1989 als politiek journalist. In 1994 werd hij coördinator van de jongerenbijlage DeMix, in 1997 coördinator van de cultuurbijlage Metro en in 1999 chef cultuur en daarna chef nieuws. In juni 2005 stapte hij over naar Knack waar hij adjunct-hoofdredacteur werd en vanaf 1 januari 2006 hoofdredacteur. In 2011 werd hij ook hoofdredacteur van het kwartaalblad Knack Wereldtijdschrift, maar werd in juli dat jaar ontslagen na een aanslepend conflict met de uitgever over de lijn van het blad. Eind 2011 werd hij jurylid van de AKO Literatuurprijs. In 2012 werd hij chef Boeken bij De Morgen en bleef dat tot januari 2013. In februari 2014 werd hij hoofdredacteur van Apache.be, een nieuwssite voor onderzoeksjournalistiek. Sinds 1 september 2014 organiseert hij als Agora-coördinator bij BOZAR debatten rond de kruisbestuiving tussen kunst, politiek, economie en wetenschap.
Van den Broeck is betrokken in zijn woonplaats Turnhout als curator en politiek activist. In 2005 richtte hij Strip Turnhout vzw, die de organisatie van het Stripgids Festival op zich nam. Bij de eerste editie maakte hij de tentoonstelling Panamarenko en Jef Nys en cureerde in 2013 de expo Lucky Luke, de Vlaamse cowboy met originele stripplaten. In 2012 was hij curator van de expo Turnhout Terminus - Turnhout Centraal in het Taxandriamuseum. Een van de verhalen uit deze tentoonstelling resulteerde in de documentaire De pil van dokter Peeters, over de Belgische gynaecoloog Ferdinand Peeters die in 1960 een klinisch bruikbare anticonceptiepil ontwikkelde (Canvaspremière op de internationale vrouwendag 8 maart 2012). Hij is curator van de Lange Nacht van het Korte Verhaal (eerste editie op 15 december 2012 in De Warande) en voorzitter van de vzw Gazet van Turnhout (uitgever van een tot 2015 bestaande stadsblog). In 2004 leidde hij mee het actiecomité Red Het Hert dat protesteerde tegen het schrappen van het hert uit het officiële Turnhoutse stadslogo. In 2013 was hij medeoprichter van de burgerbeweging De Koep, die zich tot doel stelt het leven, wonen en werken in Turnhout en de brede regio zo aangenaam, goedkoop, eerlijk, rechtvaardig en duurzaam mogelijk te maken. De beweging voerde actie tegen de geplande verkoop van de Wollewei, het eerste stedelijke jeugdcentrum van Vlaanderen, en tegen de verkoop van de Turnhoutse watertoren. De Koep lag ook aan de basis van de oprichting van de regionale energiecoöperatie Campina Energie.
- Gemeinsame Normdatei: 1060034190
- International Standard Name Identifier: 0000 0000 4568 040X
- Library of Congress Control Number: n98108071
- Nederlandse Thesaurus van Auteursnamen: 298433214
- Virtual International Authority File: 19004184
- WorldCat: E39PBJvMyPWbYFMKHc7Qf3CPcP